# Atyria circumdata
Atyria circumdata là một loài bướm đêm trong họ Geometridae.